# Françoise Mallet-Joris
Pour les articles homonymes, voir Joris et Mallet.
Françoise Mallet-Joris est une femme de lettres belge et française, née le 6 juillet 1930 à Anvers (Belgique) et morte le 13 août 2016 à Bry-sur-Marne (Val-de-Marne).
Elle a été membre de l'académie Goncourt de 1971 à sa démission en 2011.

## Biographie

### Origines
Françoise Mallet-Joris est née sous le nom de Françoise Julienne Eugénie Lilar, le 6 juillet 1930 à Anvers en Belgique. Elle est la fille du ministre belge Albert Lilar et de la femme de lettres Suzanne Lilar.

### Carrière littéraire
Françoise Lilar publie à 16 ans sa première œuvre, Poème du dimanche. Elle ne peut publier sous son nom, à 19 ans, un roman lesbien, Le Rempart des Béguines, et choisit alors le pseudonyme de Mallet. En 1950, elle y ajoute Joris pour garder une consonance belge.
Elle se fait connaître avec son roman Le Rempart des Béguines qui évoque une histoire d'amour lesbienne entre une jeune fille et la maîtresse de son père. L'ouvrage est adapté au cinéma en 1972 par le réalisateur Guy Casaril, avec lequel elle travaille au scénario. La suite de ce roman, La Chambre rouge, est adaptée au cinéma par le réalisateur belge Jean-Pierre Berckmans.
Elle a écrit le livret d'un opéra resté inédit, Caryl Chessman, dont la musique est de José Berghmans.
Membre du comité du prix Femina de 1969 à 1971, elle est élue à l'unanimité en novembre 1971 à l'académie Goncourt où elle siège jusqu'à la démission qu'elle donne en 2011, pour des raisons de santé. Femme d'influence du monde littéraire, elle s'attire la haine de Jean-Edern Hallier qui affirme avoir commandité un attentat contre son domicile en 1975, commis par Jack Thieuloy.
De 1993 à sa mort, Françoise Mallet-Joris est membre de l'Académie royale de langue et de littérature françaises de Belgique, où elle occupe le fauteuil de sa mère Suzanne Lilar, morte un an plus tôt.

### Vie privée
Françoise Mallet-Joris a été mariée trois fois, avec l'écrivain Robert Amadou, puis avec le sociologue Alain Joxe, enfin avec le peintre Jacques Delfau. Elle a eu quatre enfants, un fils de son premier mariage puis un fils et deux filles de son troisième. Elle a ensuite, de 1970 à 1981, été la compagne de la chanteuse Marie-Paule Belle dont elle était également la parolière : les deux femmes ne faisaient pas mystère de leur relation, ce qui était peu fréquent à l'époque,.

### Mort
Françoise Mallet-Joris meurt le 13 août 2016 à Bry-sur-Marne, dans le Val-de-Marne.

Sa mort est annoncée le 13 août 2016 par Pierre Assouline. 

« Françoise Mallet-Joris a eu une grande audience notamment chez les femmes mais pas seulement chez les femmes. Ce n'était pas qu'une romancière pour femmes, contrairement à ce que l'on a pu dire en raison de ses engagements féministes,. »

— Pierre Assouline

## Hommage
- Le jardin Françoise-Mallet-Joris à Paris.

## Œuvre
- 1947 : Poèmes du dimanche, Bruxelles, Éditions des artistes ; publié sous son nom de naissance, Françoise Lilar
- 1951 : Le Rempart des Béguines éditions Julliard, réédition Le Livre de poche, 1963 et Pocket, 1982
- 1955 : La Chambre rouge, éditions Julliard, réédition J'ai Lu-Flammarion, 1968 et Pocket, 1982
- 1956 : Cordélia, nouvelles, éditions Julliard, réédition Pocket, 1984
- 1956 : Les Mensonges, éditions Julliard, prix des Libraires, réédition J'ai Lu-Flammarion, 1960 et Pocket, 1980
- 1958 : L'Empire céleste, éditions Julliard, prix Femina[7], réédition J'ai Lu-Flammarion, 1968 et Pocket, 1981 Ouvrage dans lequel elle dépeint à de nombreuses reprises le poète Paul Coban et qui publie en réponse Au céleste empire.
- 1961 : Les Personnages, roman, éditions Julliard, réédition J'ai Lu-Flammarion, 1968 et Pocket, 1982
- 1963 : Lettre à moi-même (essai), éditions Julliard
- 1965 : Marie Mancini, Le premier amour de Louis XIV, biographie, éd. Julliard, prix Prince-Pierre-de-Monaco. Réédition en 2010, éd. Pygmalion-Flammarion.
- 1966 : Les Signes et les Prodiges, éditions Grasset
- 1968 : Trois âges de la nuit : histoires de sorcellerie, éditions Grasset, réédition Le Livre de poche, 1974
- 1970 : La Maison de Papier, éditions Grasset, réédition Le Livre de poche, 1972
- 1971 : Le Roi qui aimait trop les fleurs, jeunesse, Casterman
- 1973 : Le Jeu du souterrain, éditions Grasset, réédition Le Livre de poche, 1976
- 1973 : Les Feuilles mortes d’un bel été, éditions Grasset Jeunesse, 1973 (illustrations de Catherine Loeb)
- 1975 : J'aurais voulu jouer de l'accordéon (essai), éditions Julliard
- 1976 : Allegra, éditions Grasset, réédition Le Livre de poche, 1979
- 1978 : La bicyclette, L'arbre des villes et l'arbre des champs, 45 tours livre-disque, Le Petit Ménestrel / Adès (ALB 156).  Il s'agit de deux chantefables pour enfants qu'elle a écrites, qui sont chantées par Marie-Paule Belle et dont elle est la narratrice.
- 1978 : Jeanne Guyon (biographie), éditions Flammarion, réédition Le Livre de poche, 1980
- 1979 : Dickie-Roi, éditions Grasset, réédition Le Livre de poche, 1982
- 1981 : Un chagrin d'amour et d'ailleurs, éditions Grasset, réédition Le Livre de poche, 1983
- 1983 : Le Clin d'œil de l'ange, éditions Gallimard, réédition Folio-Gallimard, 1985
- 1985 : Le Rire de Laura, éditions Gallimard, réédition Folio-Gallimard, 1986
- 1988 : La Tristesse du cerf-volant, éditions Flammarion, réédition J'ai Lu-Flammarion, 1989
- 1990 : Adriana Sposa, éditions Flammarion, réédition J'ai Lu-Flammarion, 1991
- 1991 : Divine, éditions Flammarion, réédition J'ai Lu-Flammarion, 1992
- 1993 : Les Larmes, éditions Flammarion, réédition J'ai Lu-Flammarion, 1995
- 1997 : La Maison dont le chien est fou, éditions Flammarion-Plon, réédition Pocket, 1998
- 1999 : Sept Démons dans la ville, éditions Plon, réédition Pocket, 2000
- 2000 : La Double Confidence, éditions Plon, réédition Pocket, 2003
- 2005 : Portrait d'un enfant non identifié, éditions Grasset, réédition Le Livre de poche, 2006
- 2007 : Ni vous sans moi, ni moi sans vous…, éditions Grasset, 2007

Participation à une adaptation
- Un goût de miel de Shelagh Delaney, adaptation de Gabriel Arout et Françoise Mallet-Joris, mise en scène Marguerite Jamois, théâtre des Mathurins, 12 février 1960.
- Un goût de miel, de Tony Richardson, adaptation de la pièce de Shelagh Delaney, sortie en 1961, avec Dora Bryan, Robert Stephens, Murray Melvin et Rlta Tushingham. Au Festival de Cannes 1962, le prix du meilleur acteur a été attribué à Murray Melvin et le prix de la meilleure actrice à Rita Tushingham. Un scénario dont la qualité lui valut le prix BAFTA 1962 et le prix de la Writer’s Guild of Great Britain.

#### Bases de données et dictionnaires
- Ressources relatives à la littérature :   - Internet Speculative Fiction Database
  - NooSFere
- Ressources relatives à la musique :   - Discogs
  - MusicBrainz
- Ressources relatives à l'audiovisuel :   - IMDb
  - Unifrance
- Ressource relative au spectacle :   - Les Archives du spectacle
- Notices dans des dictionnaires ou encyclopédies généralistes :   - Britannica
  - Brockhaus
  - Den Store Danske Encyklopædi
  - Deutsche Biographie
  - Dictionnaire universel des créatrices
  - Gran Enciclopèdia Catalana
  - Hrvatska Enciklopedija
  - Internetowa encyklopedia PWN
  - Nationalencyklopedin
  - Proleksis enciklopedija
  - Store norske leksikon
  - Treccani
  - Universalis
  - Who's Who in France
- Notices d'autorité :   - VIAF
  - ISNI
  - BnF (données)
  - IdRef
  - LCCN
  - GND
  - Italie
  - Japon
  - CiNii
  - Espagne
  - Belgique
  - Pays-Bas
  - Pologne
  - Israël
  - NUKAT
  - Catalogne
  - Suède
  - Vatican
  - WorldCat